# Flaminio Taja
Flaminio Taja (ur. w 1600 w Sienie, zm. 5 października 1682 w Rzymie) – włoski kardynał.

## Życiorys
Urodził się w 1600 roku w Rzymie. Studiował prawo, a następnie został regentem Penitencjarii Apostolskiej i audytorem Roty Rzymskiej. 1 września 1681 roku został kreowany kardynałem prezbiterem i otrzymał kościół tytularny Santi Nereo ed Achilleo. Zmarł 5 października 1682 roku w Rzymie.